# Calamodontus grandaevus
Calamodontus grandaevus is een fossiele soort schietmot uit de familie Calamoceratidae.